# Tasmantrix phalaros
Tasmantrix phalaros là một loài bướm đêm thuộc họ Micropterigidae. Nó được tìm thấy ở miền đông Úc, in wet, upland eucalypt forests of miền bắc New South Wales from Minyon Falls to Narara.
Chiều dài cánh trước khoảng 3.6 mm đối với con đực và 3.5 mm đối với con cái. ==Chú thích==
1. ↑  Micropterigidae (Lepidoptera) of the Southmiền tây Pacific: a revision with the establishment of five new genera from Australia, New Caledonia và New Zealand